# Cantó d'Annemasse-Sud
El cantó d'Annemasse-Sud és un cantó del departament francès de l'Alta Savoia, a la regió d'Alvèrnia-Roine-Alps. Està inscrit al districte de Saint-Julien-en-Genevois, té 8 municipis i el cap cantonal és Annemasse.

## Municipis
- Annemasse
- Arthaz-Pont-Notre-Dame
- Bonne
- Étrembières
- Gaillard
- Vétraz-Monthoux

## Història
| Data d'elecció                           | Identitat      | Partit           | Qualitat |
| ---------------------------------------- | -------------- | ---------------- | -------- |
| 1973-1976                                | M. Xambeu      | CD               |          |
| 1976-1982                                | Jean Cambefort | PS               |          |
| 1982-                                    | Claude Birraux | UDF, després UMP |          |
| les dades anteriors no són pas conegudes |                |                  |          |
|                                          |                |                  |          |